# Sturecompagniet

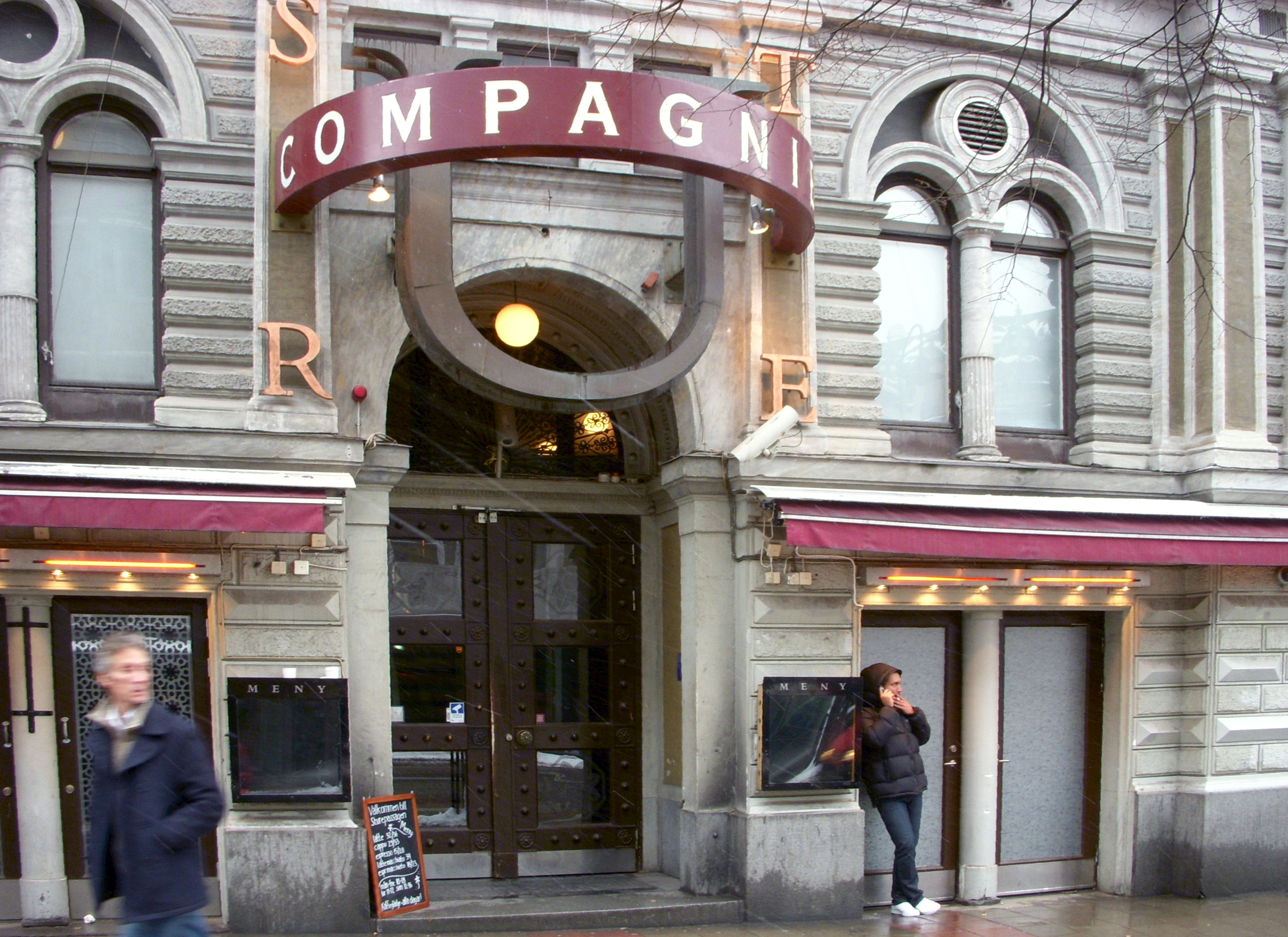
Entré till Sturecompagniet, Sturegatan 4.

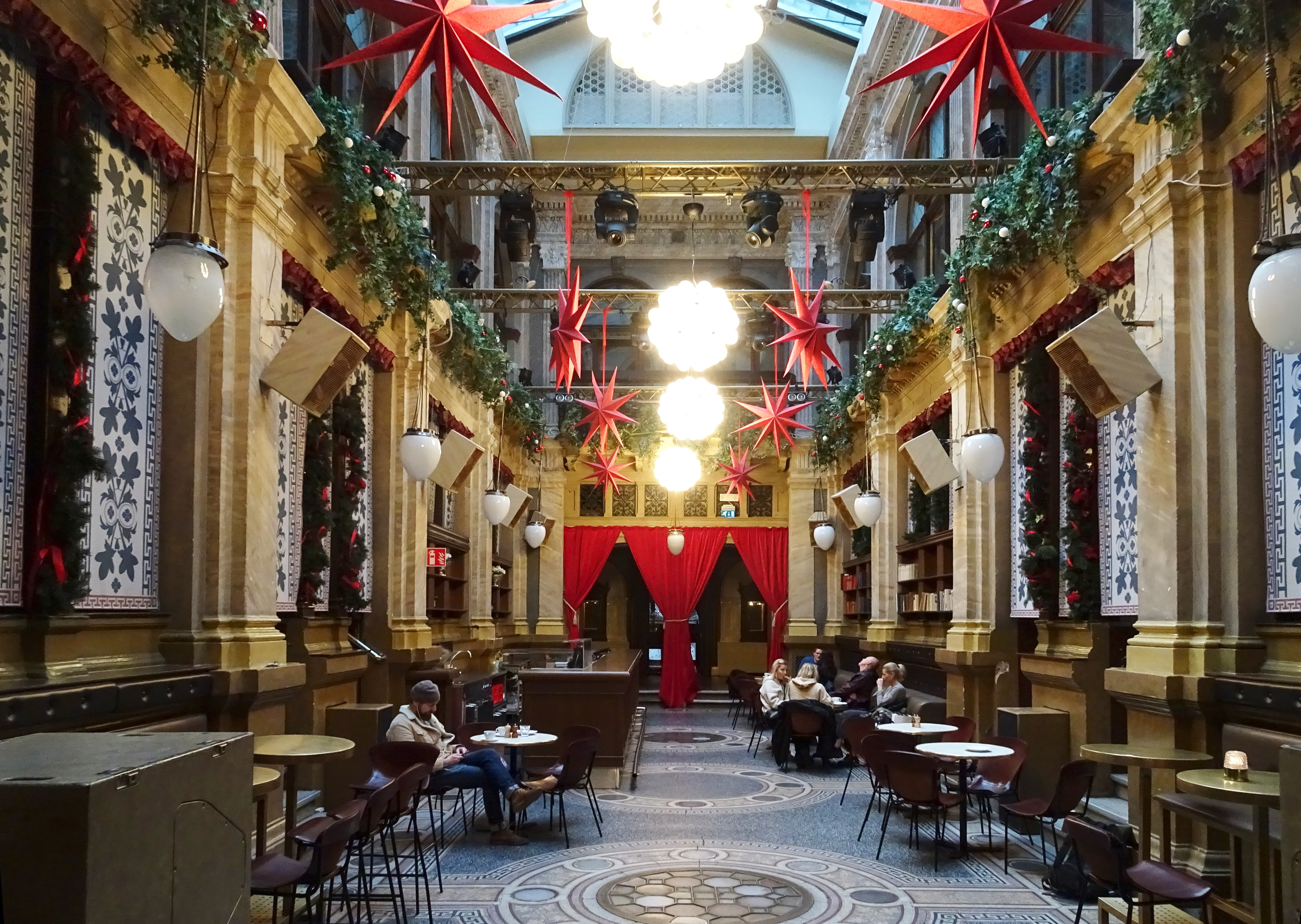
Sturecompagniets atrium.

Sturecompagniet är en av Sveriges största och mest kända nattklubbar, på Sturegatan 4 vid Stureplan i Stockholm. I anknytning till Sturecompagniet ligger också nattklubbarna Hell's Kitchen och V. Lokalerna ryms bland annat i Sturebadets gamla atriumhall. 
V är Sturecompagniets V.I.P.-klubb och är en klubb i klubben som ligger på första våningen i det gamla festpalatset. Sommaren 2011 utökades V med The Wall, en innergård i direkt anslutning till klubben.
Sturecompagniet ingår idag i krogkoncernen Stureplansgruppen.
Sturecompagniets entré var 1994 skådeplatsen för de så kallade Stureplansmorden.